# Russell Williams II

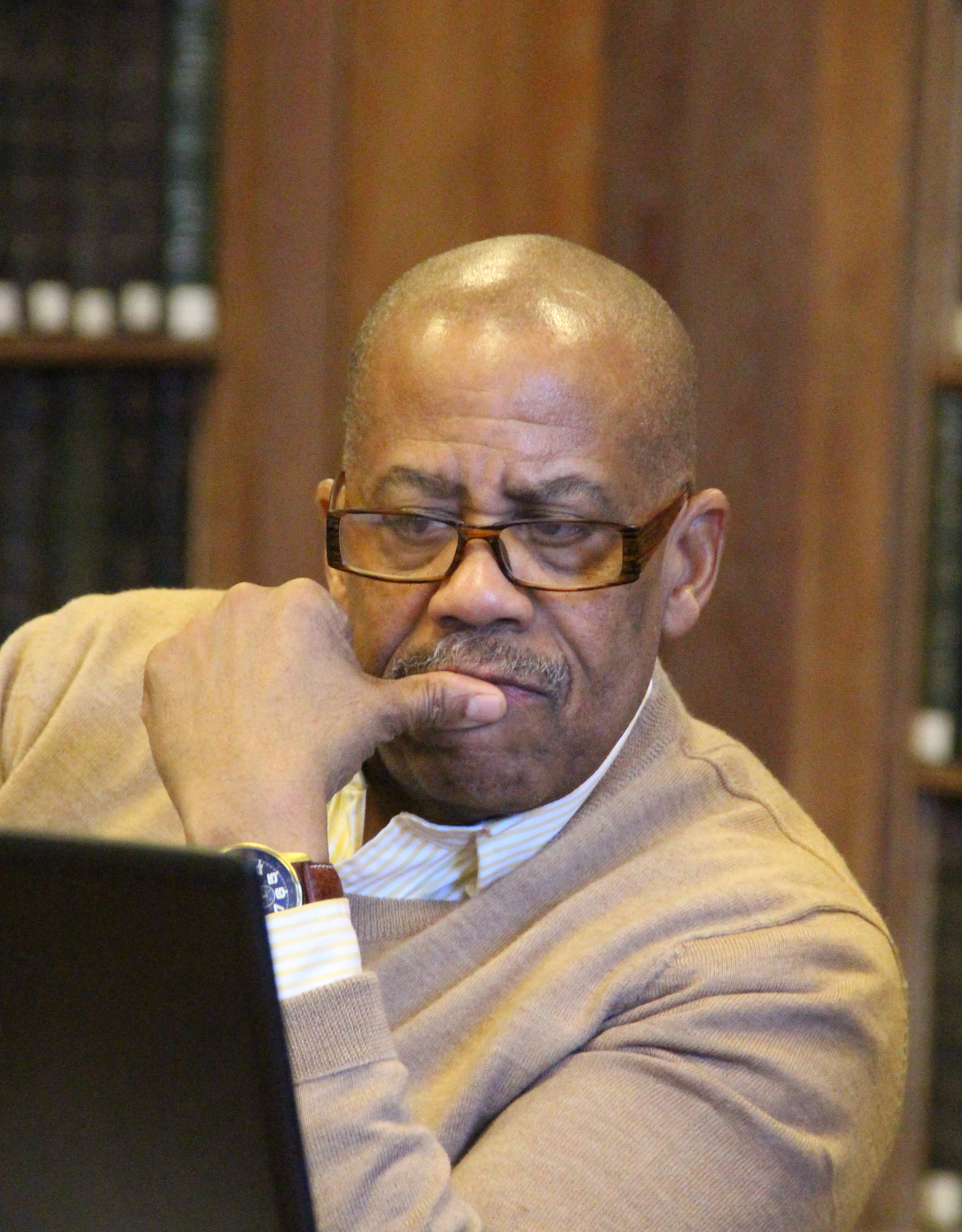
Russell Williams II, 2016

Russell Williams II (* 14. Oktober 1952 in Washington, D.C.) ist ein US-amerikanischer Tonmeister.

## Leben
Williams studierte Film, Kunstgeschichte und Literatur an der American University. Im Anschluss erhielt er eine Anstellung in Los Angeles beim von NBC betriebenen lokalen Fernsehsender WRC-TV. Er begann seine Karriere beim Film 1976 zunächst mit Kurzfilmen. Eines der ersten größeren Filmprojekte mit seiner Beteiligung war Tobe Hoopers Horrorfilm Invasion vom Mars 1986. 1990 erhielt er den Oscar in der Kategorie Bester Ton für Glory, zusammen mit Donald O. Mitchell, Gregg Rudloff und Elliot Tyson. Im darauf folgenden Jahr erhielt er den zweiten Oscar, diesmal gemeinsam mit Jeffrey Perkins, Bill W. Benton und Gregory H. Watkins für Der mit dem Wolf tanzt. Für letzteren Film war er zudem für den BAFTA Film Award in der Kategorie Bester Ton nominiert. Zudem erhielt er zwei Primetime Emmys für seine Arbeit für das Fernsehen, unter anderem für William Friedkins Fernsehfilm Die 12 Geschworenen.
Seit 2002 lehrt er an der American University.

## Filmografie (Auswahl)
- 1986: Invasion vom Mars (Invaders from Mars)
- 1988: Endlich wieder 18 (18 Again!)
- 1989: Feld der Träume (Field of Dreams)
- 1989: Glory
- 1990: Der mit dem Wolf tanzt (Dances with Wolves)
- 1992: Meh’ Geld (Mo’ Money)
- 1992: Boomerang
- 1992: Ein ehrenwerter Gentleman (The Distinguished Gentleman)
- 1995: Ein amerikanischer Quilt (How to Make an American Quilt)
- 1996: Waiting to Exhale – Warten auf Mr. Right (Waiting to Exhale)
- 1998: Verhandlungssache (The Negotiator)
- 2000: Rules – Sekunden der Entscheidung (Rules of Engagement)
- 2001: Training Day
- 2002: Der Anschlag (The Sum of All Fears)

## Auszeichnungen (Auswahl)
- 1990: Oscar in der Kategorie Bester Ton für Glory
- 1991: Oscar in der Kategorie Bester Ton für Der mit dem Wolf tanzt
- 1992: BAFTA-Film-Award-Nominierung in der Kategorie Bester Ton für Der mit dem Wolf tanzt